# Ginsheim-Gustavsburg
Ginsheim-Gustavsburg é um município da Alemanha, situado no distrito de Groß-Gerau, no estado de Hesse. Tem 13,94 km² de área, e sua população em 2019 foi estimada em 16.854 habitantes.